# R. David Lankes
R. David Lankes, né en 1970, est professeur de bibliothéconomie à l'Université du Texas à Austin. Il était le directeur de l'École de bibliothéconomie et des sciences de l’information de l'Université de Caroline du Sud de 2016 à 2021 et était le récipiendaire du Ken Haycock Award 2016 de l'American Library Association pour la promotion de la bibliothéconomie. En plus de son mandat d'enseignement et de direction, Lankes est également conférencier et auteur de plusieurs monographies portant sur le domaine de la bibliothéconomie et des sciences de l'information.

## Carrière
Le professeur Lankes est l'auteur de plusieurs ouvrages et articles sur le sujet de la bibliothéconomie et des sciences de l'information. Il soutient que les bibliothèques sont aujourd'hui un outil de facilitation pour la création et le partage des savoirs dans leurs communautés.
Pour ce faire, il considère les 4 objectifs suivants comme étant essentiels: l'accessibilité, la sécurité physique, le développement des compétences et l'encouragement à l'apprentissage.
Il a remporté le prix Ken Haycock de l'American Library Association 2016 pour la promotion de la bibliothéconomie.

### Recherches
- 2015-aujourd'hui: Expect More Collaboratory.
- 2015-aujourd'hui: Community as Collection: Building the Community Profile System.
- 2014-aujourd'hui: Design On Learning: 21st Century Online Learning For Library Workers.